# Phantasia
Phantasia es el nombre de una mujer egipcia de la que se decía que era la autora de las fuentes de las que habían bebido las dos antiguas epopeyas griegas, la Ilíada y la Odisea, atribuidas a Homero.
Según un relato contado por el erudito bizantino Eustacio de Tesalónica y atribuida por él a "un tal Naucrates", Phantasia, hija del poeta Nicarco de Menfis escribió poemas sobre la guerra en las llanuras de Troya y sobre los viajes de Odiseo. Estos libros los depositó en el templo de Hefesto en Menfis. Posteriormente Homero visitó el santuario, convenció a los sacerdotes para que le hicieran copias de los libros y después escribió la Ilíada y la Odisea.  Eustacio añadió: "Algunos dicen que el propio Homero era egipcio; otros, que visitó el país y fue instruido por los egipcios".
Focio de Constantinopla, atribuye esto a Ptolomeo Chennus (un mitógrafo griego activo entre el siglo I y II d. C.).
Phantasia, mujer de Menfis, hija de Nicarco, compuso antes de Homero un relato de la guerra de Troya y de las aventuras de Odiseo. Es sabido que los libros fueron depositados en Menfis; que Homero fue allí,  que obtuvo copias del escriba del templo, Fanitas, y que compuso bajo su inspiración.

## Legado
- Phantasia se encuentra entre las 999 mujeres nombradas en The Heritage Floor  a las que se hace referencia en la obra de arte contemporánea de Judy Chicago The Dinner Party (1979), expuesta en el Museo de Brooklyn.[2]